# Селкупи
Селкупи (рус. Селькупы, селк. сёльӄуп, суссе ӄум, чумыль-ӄуп, шельӄуп, шешӄум) су самоједски народ чији језик припада јужној грани самоједских језика. Насељавају област око средњих токова река Об и Јенисеј, као и област око реке Таз у Сибиру.

## Територија
Традиционална територија Селкупа се налази око средњег тока реке Об. Ову област су почетком првог миленијума нове ере самоједски преци Селкупа населили дошавши из области Сајанских планина, које се налазе на југу Сибира. Досељени Самоједи су апсорбовали локалне Јенисејце. 
У 17. веку део Селкупа се преселио на север и населио област око река Таз и Турухан. 

## Име
Име народа Селкуп је аутоним и потиче од селкупских речи söl што значи земља и kup што значи човек. Овај назив је у употреби у Русији од 1930-их, а пре тога је коришћено име Остјако-Самоједи (рус. остя́ко-самое́ды). Под именом Остјаци је био обухваћен већи број несродиних сибирских народа. Касније су да би се направила разлика између различитих народа познатих под именом Остјаци, Селкупи названи Остјако-Самоједи. 

## Популација
Према резултатима пописа становништва Руске Федерације, Селкупа је 2010. било 3.649.